# Maggy Ashmawy
Maggy Mustafa Ashmawy (in arabo ماجي مصطفى عشماوي‎?; Il Cairo, 1º ottobre 1992) è una tiratrice a volo egiziana.
Ha partecipato ai Giochi di Tokyo 2020, gareggiando nel tiro a volo, sia individuale che a squadre, assieme al connazionale Abdel-Aziz Mehelba.